# Mekarasih (Banyusari)
Mekarasih is een bestuurslaag in het regentschap Karawang van de provincie West-Java, Indonesië. Mekarasih telt 4045 inwoners (volkstelling 2010).